# Pavol
Pavol (IPA: ˈpavɔl) ist ein männlicher Vorname. Er ist die slowakische Form des Namens Paul.

## Namensträger
- Pavol Bagin (1933–2013), slowakischer Komponist und Dirigent
- Pavol Blažek (* 1958), slowakischer Leichtathlet
- Pavol Breslik (* 1979), slowakischer Opernsänger
- Pavol Čambal (* 1950), slowakischer Radrennfahrer
- Pavol Červenák (* 1987), slowakischer Tennisspieler
- Pavol Demeš (* 1956), slowakischer Politiker
- Pavol Demitra (1974–2011), slowakischer Eishockeyspieler
- Pavol Dobšinský (1828–1885), slowakischer Schriftsteller
- Pavol Farkaš (* 1985), slowakischer Fußballspieler
- Pavol Peter Gojdič (1888–1960), griechisch-katholischer Bischof von Prešov
- Pavol Hammel (* 1948), slowakischer Komponist, Sänger, Musiker und Produzent
- Pavol Hochschorner (* 1979), slowakischer Kanute
- Pavol Hrušovský (* 1952), slowakischer Politiker
- Pavol Hurajt (* 1978), slowakischer Biathlet
- Pavol Országh Hviezdoslav (1849–1921), slowakischer Dichter
- Pavol Jonáš (1925–2008), slowakischer Politiker und Agrarfunktionär
- Pavol Molnár (1936–2021), slowakischer Fußballspieler
- Pavol Novák (* 1979), slowakischer Biathlet
- Pavol Paška (1958–2018), slowakischer Politiker
- Pavol Polievka (* 1969), slowakischer Radrennfahrer
- Pavol Rankov (* 1964), slowakischer Schriftsteller
- Pavol Regenda (* 1999), slowakischer Eishockeyspieler
- Pavol Rybár (* 1971), slowakischer Eishockeytorwart
- Pavol Strauss (1912–1994), slowakischer Arzt, Philosoph, Prosaist, Essayist und Übersetzer
- Pavol Szikora (1952–2021), slowakischer Geher
- Pavol Šimai (1930–2020), slowakisch-schwedischer Pianist und Komponist
- Pavol Valášek (* 1993), slowakischer Organist, Pianist und Chorregent
- Pavol Vavrík (* 1978), slowakischer Fußballspieler